# ديفيد رووي
ديفيد رووي (بالإنجليزية: David Rowe) هو دراج بريطاني، ولد في 2 مارس 1944 في لندن في المملكة المتحدة.

## وصلات خارجية
- ديفيد رووي على موقع أرشيف الدراجات (الإنجليزية)
- ديفيد رووي على موقع أوليمبيديا (الإنجليزية)
- ديفيد رووي على موقع اللجنة الأولمبية البريطانية (الإنجليزية)